# Discographie de Art Blakey

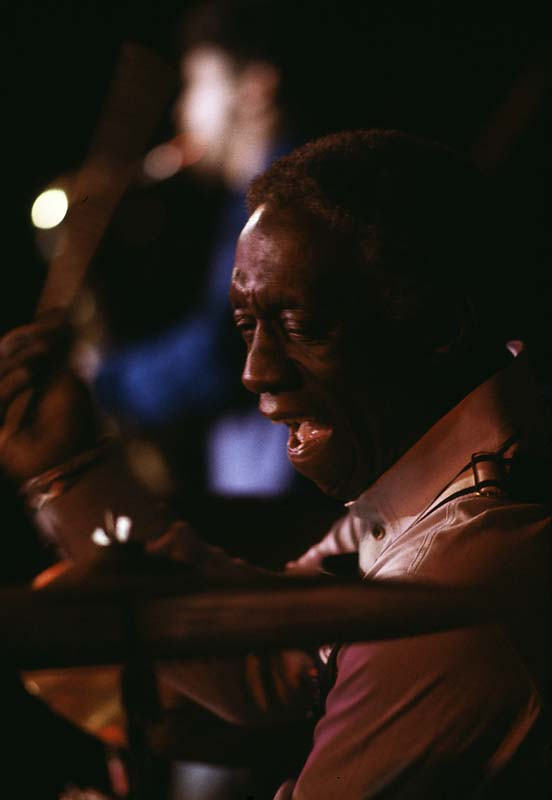
Art Blakey.

L'article présente une liste des albums enregistrés par le batteur de jazz américain Art Blakey.

## En leader
| Dernière session | Nom de l'album                                    | Label            | Évaluation AllMusic | Penguin Guide to Jazz |
| ---------------- | ------------------------------------------------- | ---------------- | ------------------- | --------------------- |
| 1953             | Art Blakey & the Jazz Messengers                  | Birdland         |                     |                       |
| 1954             | A Night at Birdland Vol. 1                        | Blue Note        |                     |                       |
| 1954             | A Night at Birdland Vol. 2                        | Blue Note        |                     |                       |
| 1954             | A Night at Birdland Vol. 3                        | Blue Note        |                     |                       |
| 1955             | At the Cafe Bohemia, Vol. 1                       | Blue Note        |                     |                       |
| 1955             | At the Cafe Bohemia, Vol. 2                       | Blue Note        |                     |                       |
| 1956             | The Jazz Messengers                               | Columbia Philips |                     |                       |
| 1956             | Originally                                        | Columbia         |                     |                       |
| 1956             | Drum Suite                                        | Columbia/Philips |                     |                       |
| 1956             | Hard Bop                                          | Columbia/Philips |                     |                       |
| 1956             | Hard Drive                                        | Rhino            |                     |                       |
| 1957             | Art Blakey & His Rhythm                           | Columbia         |                     |                       |
| 1957             | Once Upon a Groove                                | Blue Note        |                     |                       |
| 1957             | Mirage                                            | Savoy            |                     |                       |
| 1957             | A Night in Tunisia                                | Bluebird/RCA     |                     |                       |
| 1957             | Ritual: The Modern Jazz Messengers                | Blue Note        |                     |                       |
| 1957             | Orgy in Rhythm, Vol. 1                            | Blue Note        |                     |                       |
| 1957             | Orgy in Rhythm, Vol. 2                            | Blue Note        |                     |                       |
| 1957             | Theory of Art                                     | Bluebird/RCA     |                     |                       |
| 1957             | Art Blakey's Jazz Messengers With Thelonious Monk | Atlantic         |                     | « Couronne »          |
| 1958             | Moanin'                                           | Blue Note        |                     |                       |
| 1958             | Holiday for Skins, Vol. 1                         | Blue Note        |                     |                       |
| 1958             | Holiday for Skins, Vol. 2                         | Blue Note        |                     |                       |
| 1958             | Des femmes disparaissent                          | Fontana          |                     |                       |
| 1959             | Africaine                                         | Blue Note        |                     |                       |
| 1959             | At the Jazz Corner of the World, Vol. 1-2         | Blue Note        |                     |                       |
| 1959             | Drums Around the Corner                           | Blue Note        |                     |                       |
| 1959             | Paris Jam Session                                 | EmArcy           |                     |                       |
| 1960             | The Big Beat                                      | Blue Note        |                     |                       |
| 1960             | Like Someone in Love                              | Blue Note        |                     |                       |
| 1960             | A Night in Tunisia                                | Blue Note        |                     |                       |
| 1960             | Meet You at the Jazz Corner of the World, Vol. 1  | Blue Note        |                     |                       |
| 1960             | Meet You at the Jazz Corner of the World, Vol. 2  | Blue Note        |                     |                       |
| 1961             | Pisces                                            | Blue Note        |                     |                       |
| 1961             | Roots & Herbs                                     | Blue Note        |                     |                       |
| 1961             | The Witch Doctor                                  | Blue Note        |                     |                       |
| 1961             | The Freedom Rider                                 | Blue Note        |                     |                       |
| 1961             | Mosaic                                            | Blue Note        |                     |                       |
| 1961             | Buhaina's Delight                                 | Blue Note        |                     |                       |
| 1961             | Art Blakey!! Jazz Messengers!!                    | Impulse!         |                     |                       |
| 1962             | The African Beat                                  | Blue Note        |                     |                       |
| 1962             | Three Blind Mice                                  | Blue Note        |                     |                       |
| 1962             | Caravan                                           | Riverside        |                     |                       |
| 1963             | Ugetsu                                            | Riverside        |                     |                       |
| 1963             | A Jazz Message                                    | Impulse!         |                     |                       |
| 1964             | Free for All                                      | Blue Note        |                     |                       |
| 1964             | Indestructible                                    | Blue Note        |                     |                       |
| 1964             | Kyoto                                             | Riverside        |                     |                       |
| 1966             | Buttercorn Lady (en)                              | Limelight        |                     |                       |
| 1973             | Anthenagin                                        | Prestige         |                     |                       |
| 1977             | In My Prime, Vol. 1                               | Timeless         |                     |                       |
| 1978             | Reflections in Blue                               | Timeless         |                     |                       |
| 1979             | Night in Tunisia                                  | Philips          |                     |                       |
| 1980             | Live at Montreux and Northsea                     | Timeless         |                     |                       |
| 1981             | Straight Ahead                                    | Concord          |                     |                       |
| 1982             | Album of the Year                                 | Timeless         |                     |                       |
| 1984             | New York Scene                                    | Concord Jazz     |                     |                       |
| 1985             | Blue Night                                        | Timeless         |                     |                       |
| 1985             | New Year's Eve at Sweet Basil                     | Evidence         |                     |                       |
| 1988             | Feel the Wind                                     | Timeless         |                     |                       |
| 1990             | Chippin' In                                       | Timeless         |                     |                       |
| 2020             | Just Coolin'                                      | Blue Note        |                     |                       |

## Collaboration
| Dernière session | Artiste                        | Nom de l'album                             | Label                  | Évaluation AllMusic |
| ---------------- | ------------------------------ | ------------------------------------------ | ---------------------- | ------------------- |
| 1947             | Thelonious Monk                | Genius of Modern Music: Volume 1           | Blue Note              |                     |
| 1952             | Thelonious Monk                | Genius of Modern Music: Volume 2           | Blue Note              |                     |
| 1953             | Sonny Rollins                  | Sonny Rollins with the Modern Jazz Quartet | Prestige               |                     |
| 1954             | Sonny Rollins                  | Moving Out                                 | Prestige               |                     |
| 1955             | Horace Silver, Jazz Messengers | Horace Silver and the Jazz Messengers      | Blue Note              |                     |
| 1955             | Kenny Dorham                   | Afro-Cuban                                 | Blue Note              |                     |
| 1955             | Gigi Gryce                     | Nica's Tempo                               | Savoy                  |                     |
| 1955             | Herbie Nichols                 | The Prophetic Herbie Nichols Vol. 1        | Blue Note              |                     |
| 1955             | Herbie Nichols                 | The Prophetic Herbie Nichols Vol. 2        | Blue Note              |                     |
| 1956             | Herbie Nichols                 | Herbie Nichols Trio                        | Blue Note              |                     |
| 1956             | Kenny Burrell                  | Swingin'                                   | Blue Note              | (?)                 |
| 1956             | Thelonious Monk                | The Unique Thelonious Monk                 | Riverside              |                     |
| 1956             | Horace Silver                  | Señor Blues                                | Blue Note              |                     |
| 1957             | Thelonious Monk                | Monk's Music                               | Riverside              |                     |
| 1957             | Hank Mobley                    | Hank Mobley Quintet                        | Blue Note              |                     |
| 1957             | Hank Mobley                    | Hank Mobley and his All Stars              | Blue Note              |                     |
| 1957             | Milt Jackson                   | Plenty, Plenty Soul                        | Atlantic               |                     |
| 1957             | Clifford Jordan & John Gilmore | Blowing in from Chicago                    | Blue Note              |                     |
| 1957             | Jimmy Smith                    | A Date with Jimmy Smith Volume One         | Blue Note              |                     |
| 1957             | Jimmy Smith                    | A Date with Jimmy Smith Volume Two         | Blue Note              |                     |
| 1958             | Jimmy Smith                    | House Party                                | Blue Note              |                     |
| 1958             | Jimmy Smith                    | The Sermon!                                | Blue Note              |                     |
| 1958             | Jimmy Smith                    | Cool Blues                                 | Blue Note              |                     |
| 1958             | Jimmy Smith                    | Six Views of the Blues                     | Blue Note              |                     |
| 1958             | Cannonball Adderley            | Somethin' Else                             | Blue Note              |                     |
| 1958             | Cannonball Adderley            | Things Are Getting Better                  | Riverside              |                     |
| 1959             | Sonny Clark                    | My Conception                              | Blue Note              |                     |
| 1959             | Blue Mitchell                  | Out of the Blue                            | Riverside              |                     |
| 1959             | Kenny Burrell                  | On View at the Five Spot Cafe              | Blue Note              |                     |
| 1960             | Hank Mobley                    | Roll Call                                  | Blue Note              |                     |
| 1960             | Hank Mobley                    | Soul Station                               | Blue Note              |                     |
| 1960             | Lee Morgan                     | Expoobident                                | Vee-Jay                |                     |
| 1960             | Lee Morgan                     | Here's Lee Morgan                          | Vee-Jay                |                     |
| 1960             | Lee Morgan                     | Lee-Way                                    | Blue Note              |                     |
| 1960             | Wayne Shorter                  | Second Genesis                             | Vee-Jay                |                     |
| 1960             | Bobby Timmons                  | Soul Time                                  | Original Jazz Classics |                     |
| 1962             | Ike Quebec                     | Easy Living                                | Blue Note              |                     |
| 1962             | Grant Green                    | Nigeria                                    | Blue Note              |                     |
| 1964             | Buddy DeFranco                 | Blues Bag                                  | Affinity               |                     |
| 1964             | Lee Morgan                     | Tom Cat                                    | Blue Note              |                     |